# ドナウの水の精
『ドナウの水の精』（どなうのみずのせい、ドイツ語: Donaunixe）は、ヨーゼフ・バイヤーが作曲したバレエ音楽。ほとんどがヨハン・シュトラウス2世の楽曲で構成されている（全体の77%）。

## 作曲の経緯
1892年5月7日から10月9日まで、ウィーンのプラーターにおいて「国際音楽演劇博覧会」が開催された。この博覧会は、前年に開催されたモーツァルト没後100年記念音楽祭に鼓舞されたパウリーネ・フォン・メッテルニヒ侯爵夫人が企画したものである。
メッテルニヒ侯爵夫人は、博覧会の呼び物のひとつとして『ドナウの水の精』と題したバレエ作品を計画し、ヨハン・シュトラウス2世に作曲を依頼した。すでに博覧会のための新作ワルツ『もろびと手をとり』を侯爵夫人から依頼されていたシュトラウス2世は、このさらなる依頼を断った。シュトラウス2世はジムロックに宛てた3月15日付の書簡のなかで次のように語っている。
シュトラウス2世に断られたメッテルニヒ侯爵夫人のこのバレエ作品を、結局ヨーゼフ・バイヤーが引き受けることとなった。バイヤーは相当な勢いで作曲し、当初の初演予定だった9月よりも大幅に早い、7月13日に初演を迎えるに至った。

## シュトラウス・モチーフの引用
シュトラウス2世の代わりに引き受けたバイヤーは、全編にシュトラウス2世のメロディーを用いて音楽を構成した。41曲ものシュトラウス音楽のモチーフの引用が確認されており（シュトラウス2世の40曲とシュトラウス1世の『ラデツキー行進曲』）、その比率はバレエ全体の77%にあたる。
以下、引用されたシュトラウス2世の楽曲を列挙する。
| - ワルツ『市民の心』（op.295） - ワルツ『おとぎ話』（op.312） - ワルツ『宣伝ビラ』（op.300） - ワルツ『美しく青きドナウ』（op.314） - ワルツ『朝の新聞』（op.279） - ポルカ『帝都はひとつ、ウィーンはひとつ』（op.291） - ポルカ『エピソード』（op.296） - ポルカ・マズルカ『遊びごと』（op.310） - ポルカ『空気の精』（op.309） - ポルカ『サフランの花』（op.302） - ポルカ『エレクトロファー』（op.297） - ポルカ『狩りの合図』（op.308） - ポルカ『とても愉快』（op.301） - ポルカ『訴訟』（op.294） - ポルカ・マズルカ『蜃気楼』（op.330） - ポルカ・シュネル『観光列車』（op.281） - ポルカ『子供の遊び』（op.304） - ワルツ『ジャーナリスト』（op.321） - ワルツ『国王の歌』（op.334） - ワルツ『ウィーンのボンボン』（op.307） | - ワルツ『私を知ってるの』（op.381） - ワルツ『南国のバラ』（op.388） - 行進曲『ドイツ兵』（op.284） - 『ポルカ・マズルカへの招待』（op.277） - ワルツ『ウィーンの女たち』（op.423） - 行進曲『愉快な戦争』（op.397） - 『マタドール行進曲』（op.406） - 『ハンカチのカドリーユ』（op.392） - 『メトゥザレム・カドリーユ』（op.376） - ワルツ『北海の絵』（op.390） - ワルツ『市民の歌』（op.306） - ワルツ『ミルテの花』（op.395） - ワルツ『イラストレーション』（op.331） - ポルカ・マズルカ『アンニーナ』（op.415） - ワルツ『文芸欄』（op.293） - ポルカ・マズルカ『女性への讃歌』（op.315） - 『パトロネス・ポルカ』（op.286） - ポルカ『よき市民』（op.282） - ワルツ『ドナウの乙女』（op.427） |

## 物語
オトン・ブルゴワン男爵が構想を練り、フェリックス・デルマンが韻文形式で書き下した。物語は「前景と4つの情景」に区分される。
- 前景「ドナウの帝国（Im Reich des Donaufürsten）」
- 第1景「フライウンクの市場（Der Markt auf der Freiung）」
- 第2景「『暗がりの門』の前のグラーシ（Das Glacis vor dem "finstern Thor"）」
- 第3景「ドナウ川の岸辺（Eine Au an der Donau）」
- 第4景「ヴァルブルク亭での仮面舞踏会（Bal paré masqué im palais Wallburg）」

時は18世紀末のウィーン。「ドナウの水の精」であるIsa（ドナウの王Isoの娘）は、Schwarzenegg伯爵に恋をした。伯爵にはすでに婚約者Heleneがいたが、Isaは父王から24時間だけ休暇をもらい、伯爵の心をつかんで水底の王国に連れて帰るべく奮闘する。
Isaは、花売り娘、上流婦人、漁師の娘などに身を変えながら幾度も伯爵に接近するが、その都度、婚約者の父であるヴァルブルク伯爵に邪魔されてしまう。水の精たちもIsaを応援するが、結局Isaは伯爵令嬢Heleneに勝つことができず、失意のうちに水の国に戻る。